# Signo Solar
Signo Solar é o álbum de estreia da banda portuguesa Flor de Lis, lançado a 26 de Abril de 2010.

Algumas das letras deste álbum são adaptações de poesia de poetas portugueses, como Eugénio de Andrade e Ary dos Santos, assim como do escritor português Miguel Torga.

Este álbum contém como Bonus track duas faixas:
- Todas as ruas do Amor - música vencedora do Festival RTP da Canção de 2009.
- Obrigado - dueto com Paulo de Carvalho.

| Signo Solar |                                       | | |         |  |
| N.º         | Título                                | Letras | Música | Duração |  |
| 1.          | "Lisboa Tropical"                     | Daniela Varela | Daniela Varela,Ana Sofia Campeã, Jorge Marques, José Camacho, Paulo Pereira, Pedro Marques, Rolando Amaral | 3:31    |  |
| 2.          | "Todas as ruas do Amor"               | Pedro Marques | Paulo Pereira, Pedro Marques                                                                               | 4:13    |  |
| 3.          | "Valsa da Noite"                      | Daniela Varela | Daniela Varela,Ana Sofia Campeã, Jorge Marques, José Camacho, Paulo Pereira, Pedro Marques, Rolando Amaral | 5.24    |  |
| 4.          | "No teu Olhar"                        | Pedro Marques | Paulo Pereira, Pedro Marques                                                                               | 3:33    |  |
| 5.          | "Ritmo do Mundo"                      | Daniela Varela | Daniela Varela,Ana Sofia Campeã, Jorge Marques, José Camacho, Paulo Pereira, Pedro Marques, Rolando Amaral | 3:31    |  |
| 6.          | "Prelúdio/Maria"                      | Daniela Varela/A segunda parte da música (Maria) é uma adaptação do poema "Respiro o Teu Corpo" de Eugénio de Andrade | Daniela Varela,Ana Sofia Campeã, Jorge Marques, José Camacho, Paulo Pereira, Pedro Marques                 | 4:33    |  |
| 7.          | "Obrigado"                            | Pedro Marques | Paulo Pereira, Pedro Marques                                                                               | 4:31    |  |
| 8.          | "Signo Solar"                         | Daniela Varela | Daniela Varela,Ana Sofia Campeã, Jorge Marques, José Camacho, Paulo Pereira, Pedro Marques, Rolando Amaral | 5:04    |  |
| 9.          | "Tons de Limão"                       | Daniela Varela | Daniela Varela,Ana Sofia Campeã, Jorge Marques, José Camacho, Paulo Pereira, Pedro Marques, Rolando Amaral | 4:18    |  |
| 10.         | "Adeus"                               | Adaptação do poema "Adeus" de Eugénio de Andrade                                                                      | Paulo Pereira, Pedro Marques, Rui Sá Ferreira                                                              | 4:37    |  |
| 11.         | "A Princesa"                          | Adaptação de "Tempo da Lenda das Amendoeiras" de José Carlos Ary dos Santos                                           | Paulo Pereira, Pedro Marques                                                                               | 4:33    |  |
| 12.         | "Drave"                               | Maria José Guimarães                                                                                                  | Paulo Pereira, Pedro Marques, Rui Sá Ferreira                                                              | 4:31    |  |
| 13.         | "Despertar"                           | "Despertar" de Miguel Torga                                                                                           | Pedro Marques e Paulo Pereira                                                                              | 6:01    |  |
| 14.         | "Todas as ruas do Amor" (Bonus track) | | | 4:42    |  |
| 15.         | "Obrigado" (Bonus track)              | | | 3:03    |  |